# Casa al carrer Major, 1 (l'Espluga de Francolí)
La Casa al carrer Major, 1 és una obra eclèctica de l'Espluga de Francolí (Conca de Barberà) inclosa a l'Inventari del Patrimoni Arquitectònic de Catalunya.

## Descripció
Immoble situat just al davant de l'Ajuntament de la vila. De la segona meitat del segle xix, aquest tipus d'edificacions responien a la voluntat impulsada amb èxit a Barcelona i d'altres ciutats importants i més d'acord amb les necessitats que l'activitat ciutadana imposava. L'obertura d'arcades (en aquest cas cegues per la necessitat d'aprofitament de l'espai) com a noves vies pel passeig i per a l'establiment de comerços, tot i respectant la decoració convencional de la façana, queda com a mostra aquest edifici, a l'Espluga, com a procés urbanístic estroncat.